# 蔡英文相关争议

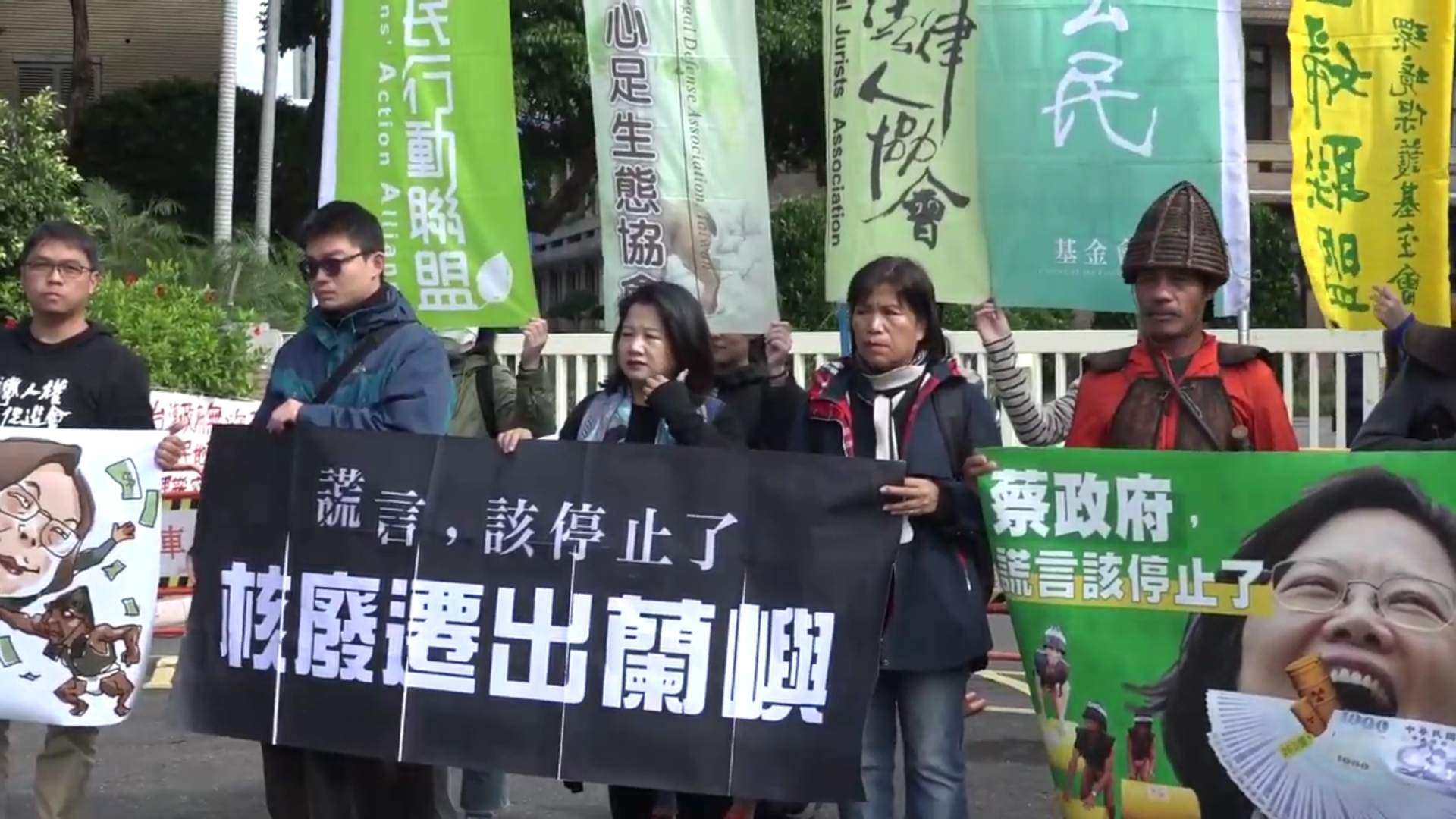
在2019年的一场台湾反核游行中，有民众举出反蔡英文的图像与标语

本条目旨在介绍民主进步党籍政治人物蔡英文的相关争议。

## 私人及家族相關爭議

### 父亲墓园争议
蔡英文父親蔡潔生去世後，葬於新北市新店區青潭公墓（24°55′49″N 121°34′46″E / 24.930309°N 121.579573°E），風水專家認為新遷葬之地是龍穴寶地，蔡家花費上億元修建墓園，在入口處裝鐵門防外人入內。墓園佔地1712平方公尺。但依殯葬管理條例規定，土葬面積不得超過8平方公尺，依1712平方公尺計算，罰金高達1272萬元，後蔡家同意開放墓園周邊步道與設施，經民政局再度測量，確認墓園主體佔616平方公尺，還是開罰456萬元。2014年，媒體報導蔡家並未履行承諾開放墓園周邊設施，鐵門依舊上鎖。據稱蔡家是為了保護風水，以免影響蔡英文的總統運，民進黨發言人稱墓園管理全由家中兄長負責，蔡英文對民俗和風水沒有意見。

### 領18%優惠存款事件
2011年初民進黨批評並舉例國民黨連戰月領22萬多元，年領近267萬。國民黨立委邱毅於1月12日爆料蔡英文也領18%，蔡英文存款額度達410萬元，年領73萬元，月領6萬多元。隔日民進黨發言人鄭文燦發表聲明：民進黨主張18%改革的必要性，蔡英文之前所領優存利息「已全數捐作公益」，蔡英文即日起放棄優惠利率存款，直到公務員退休制度改革完成，符合公平正義原則為止，並批評執政者用不正當的方法，造成社會輿論的混淆 。蔡英文強調不該以泛道德概念去質疑誰有領，而應聚焦在制度改革，並表示過去將18趴利息捐做公益，但不再領取18趴後，將無力捐助社會機構。

### 炒地皮事件
2015年，中國國民黨立委王育敏、蔡正元、前立委邱毅、文傳會主委林奕華、台北市議員王鴻薇召開記者會指控蔡英文「炒地皮」，在33歲就買下15筆內湖重劃地的土地，“炒地皮賺1億8，當官還要領18%”，質疑有無內幕特殊管道、找白手套、逃避增值稅與暴利等情形，要求蔡英文不要迴避，比照「王如玄軍宅案」親自公開出面說明。蔡營回應，蔡英文的父母親是為子女做理財規畫，國民黨用不實資料抺黑，地號、坪數、價錢、買主都是錯的 、計算準據也是錯的，誣指蔡獲利1.8億；蔡英文實未經手土地重劃和出售事情，6個共有持有人賣給戴姓地主，非遠雄集團。林奕華強調，國民黨根據的是蔡英文的財產申報資料是271坪，而且蔡英文稱每坪公告地值為19.8萬，邱毅指出，仁寶、光寶分別於1997年時，在附近買地，光寶價格是45.8萬、仁寶的價格是51萬與52.2萬，推測蔡英文的地至少一坪50萬。蔡英文表示，國民黨一直想擺脫軍宅案，用不實的數據對她發動攻擊，形同抹黑，是四年前宇昌案的翻版。蔡英文強調的財產都如實的申報，同時也交付信託。蔡營表示，在土地重劃前原地號的持分是271 坪，重劃後分得新地號的持分為170坪，法律上具有同一性，沒有不實申報的問題。蔡正元和邱毅指控出蔡英文家族和海霸王的股東ㄧ起投資買賣土地，是結夥炒地，蔡英文回應說自己每筆交易資料都有公開申報，要對手不要再打負面選舉。12月14日民進黨由黃帝穎擔任告發人，顧立雄率律師廖虹羚、袁秀慧到台北地檢署按鈴聲告，依涉及違反《總統副選舉罷免法》中意圖使人不當選，對邱毅、蔡正元、王育敏提告。12月15日民進黨公布蔡英文自1995年擔任公平會委員以來20年來的財產申報，並要求朱立倫也比照公開交代財產。朱立倫回應，從政之後每一年都有公佈上新聞，6次選舉競爭對手都有提出來，反觀蔡英文8年沒有任公職，所以大家才會對她的財產變化很好奇。蔡正元又指控蔡英文在紐約曼哈頓的公寓價值三千多萬台幣。民進黨立委陳其邁表示，國民黨是再次烏龍爆料，蔡英文這棟房子是在1990年以19萬多美元買入，1998年以21萬5000元美元，新台幣620萬左右賣出，蔡英文只持分1/2，蔡英文持有的部分約新台幣310萬  。民進黨二度對蔡正元、邱毅提告，民進黨發言人阮昭雄指出，邱毅、蔡正元兩人持續指控蔡英文炒地皮，屢勸不聽，行徑誇張，由律師黃帝穎至台北地檢署按鈴告發，兩人違反選罷法中意圖使人不當選規定。  

### 海霸王事件
2016總統選舉期間，有人大量在LINE等網路平台散布「蔡英文家族企業海霸王在大陸深耕發展」的文章，指蔡英文家人投資民間企業海霸王，在大陸成都擁有物流園區、專屬私有鐵路。民進黨發言人王閔生公開譴責有心人刻意在網路惡意造謠，並表示蔡主席個人及家族成員並未投資或經營海霸王，該企業在中國發展也與蔡家毫無關連。民進黨立委管碧玲指出， 這個造謠的Line，其中兩個來自深藍的群組，而國民黨立委蔡正元又轉PO由彭偉祥在上傳YouTube的一段影片，影片先是進「媒體人說明蔡英文說話謹慎」，接著再剪接蔡英文說：「不瞞各位說，（海霸王）這是我家的產業。」此ㄧ句重複出現三次，影片在網路發酵。民進黨立委管碧玲指出，其實這是節錄東森新聞的《台灣啟示錄》『是誰改變了蔡英文』其中一段，蔡英文在民進黨黨慶致詞時說：「不瞞各位說這是我家的產業，這是我家族的產業，不過我們只是房東，餐廳的股份不在我們的範圍之內，所以沒辦法給各位打折。」管碧玲指出此影片的作者「承穎林」一直以洪秀柱的幫手自居，要求洪陣營出來說話。承穎林回應：「我還不算是洪副的幫手，我們只事就事論事，當然蔡主席也沒錯，但可能說法有一些不同」。蔡英文強調影片中只是房東與租客關係，不滿遭到抹黑造謠，委請律師前往刑事局告發，屏東法院裁定，因沒有構成違反社會秩序法的要件，所以裁定不罰。國民黨後更指出蔡英文與家族和海霸王買賣土地，是結夥炒地，希望蔡英文能對外說清楚，蔡英文回應說自己每筆交易資料都有公開申報，要對手不要再打負面選舉。

### 博士學位
政界人士和媒體質疑蔡英文的博士論文造假，相關爭議仍在延燒。英國行政法庭對於ICO公開資訊的訴訟案目前正進行中。

## 出任總統前相關爭議

### 行政院副院長任內遠通電收續營ETC事件
2006年3月24日，交通部官員透露，遠通電收提出的新修正方案被認定與原提方案差異不大，下午在郭瑤琪主持會議下，幾乎敲定終止與遠通電收的ETC合約，並規劃ETC只能使用到2006年3月30日晚上12時。同日行政院傳來訊息要求交通部會議暫停，並接受遠通提出有條件免費方案，確定由遠通電收續營。
2014年1月9日，蔡英文辦公室發言人洪耀福澄清，2006年3月間時任行政院副院長的蔡英文曾奉院長指示召集業者（徐旭東）進行協調，但並沒有達成共識，更與行政院轄下交通部最後做出的政策決定無關。他說，當年報導有關所謂行政院副院長蔡英文主導本案「翻案」、「政策逆轉」是不實的說法，當時行政院也已正式澄清、駁斥這項不實的消息。

### 宇昌案
2006年，時任中央研究院長翁啟惠、中研院院士何大一與美國Genentech生技公司執行副總裁楊育民等人，提出以台積電模式扶植台灣生技產業的構想。2007年2月，時任行政院院長蘇貞昌專案核准國發基金投資案，擬參與投資在台設立TaiMed公司。2007年3月，國發基金管理會與「TaiMed Group」 團隊在臺北辦理投資說明會，由何美玥、何大一共同主持，說明會中表示預計開發產品為愛滋病藥物。2007年5月蔡英文卸任行政院副院長，7月蔡經翁啟惠、陳良博等人建議赴美國參訪生技產業，並在陳良博、楊育民接待下參訪Genentech公司，於8月決定投資生技產業。2007年9月宇昌生技公司完成設立登記，蔡英文被推出來擔任新公司董事長，台積電董事長張忠謀慨允擔任企業諮詢顧問，前中研院院長李遠哲是幕後的最大推手。
2011年12月總統選舉期間，前國民黨立法委員邱毅等人，指控蔡英文違反政務官的旋轉門條款，不當獲取暴利，蔡英文本人否認。時任經建會主委劉憶如和國民黨立法委員林益世拿出一份日期標注為「2007年3月31日」的投資說明書，指控蔡英文在行政院副院長任內，就已列名TaiMed公司主要負責人之一，但事後被發現這份文件其實是8月的文件（蔡英文5月時已卸任副閣揆），劉憶如雖公開道歉，但被蔡英文控告偽造文書。2013年3月14日特偵組考量劉憶如是因幕僚拿錯文件，並無偽造文書犯意，以查無不法給予不起訴處分。但民事求償部分，2015年10月27日台北地院一審宣判劉憶如應賠償蔡英文200萬元，劉上訴後，雙方於2017年4月達成和解。
2012年8月14日，特偵組調查後認定，蔡英文任宇昌董事長、蔡的家族投資宇昌、出售股權，以及國發基金挹注，均查無不法，簽結宇昌案。特偵組偵決書指出，蔡英文家族投資宇昌公司的資金，都是自有資金，如期、如數匯入相關帳戶的款項，沒有中飽私囊或非法濫用。宇昌公司初期原屬意何大一擔任董事長，但受限他久居美國及台灣法令，投資團隊才決定找蔡英文，蔡英文辭去副閣揆一職後擔任宇昌董事長，當時法規會明確回覆沒有違反旋轉門條款。尹衍樑購買蔡英文家族出售的股權，股票買賣未逾市場合理價格沒有暴利。宇昌案當時以「極機密」處理，是確保國家利益，並無不法。國發基金挹注宇昌初期，國發基金董監席次不足，確為何大一等人久居海外、相關手續辦理時程有落差，並無不法。
監察委員葉耀鵬表示，雖然法院判決無罪，但監察院仍會追究宇昌案的行政責任。2013年10月2日，監委葉耀鵬、馬以工、馬秀如、李復甸等人提出監察院調查報告，糾正行政院與經建會。報告認為國發基金未經行政院專業核准就投資宇昌公司，且投資範疇改變也沒有陳報首長，國發基金管理會對於投資案的相關作業與檔案管理，有諸多缺失。行政院與經建會未能善盡監督與管理之責，行政院對公文與檔案的管理有疏失，經建會劉憶如提供立法院的相關文件錯植日期，又對錯誤資訊、標註與增刪人員名單竟無所悉，確有未當，也一併糾正經建會。此外，報告中認為何美玥冒用2007年2月9日簽為宇昌案申請國發基金投資「專案核准」的憑據，並為後續撥款作業有行政違失；宇昌案是由蘇貞昌、蔡英文及何美玥核定並推動，但全案所推動的項目卻遠超出核定範圍，仍予以核准，且也沒續呈蘇貞昌， 違背職務情事相當明顯。蔡英文辦公室則表示「監察院刻意曲解並略去後續簽呈，誣指蔡英文違背職務逕予核准云云，隱藏事實、羅織無辜」。

### 維基解密紀事事件
在2010及2011年，美國外交電文遭維基解密公開於網路上，其中有部分關於美國在台協會（AIT）分析臺灣政治的機密電文:
- 蘇貞昌在2009年9月與AIT臺北辦事處長司徒文對談時表示：「蔡英文完全不是一個有力的領導人，也沒有能力迅速解決問題[54][55]。」謝長廷也曾表示：「蔡英文學者性格太重，缺乏與許多民進黨支持者連結的能力。」[54][55]
- 2007年12月3日發自美國在臺協會（AIT）台北辦事處檔案編號07TAIPEI2551電文 （页面存档备份，存于）顯示，ＡＩＴ台北辦事處長楊甦棣向美國國務院報告，關注生技產業可能成為台灣未來經濟發展重心之一，並提及蔡英文和宇昌（TaiMed）。[56][57][58]

蔡英文回覆道：「這個談話的背景大概是我擔任主席早期的階段」，蘇貞昌坦承此對談並表示：「在當時確實有很多人擔心，但現在已經不是問題了」。
譚慎格撰寫「美國在臺協會對蔡英文只有讚譽有加」的文章，刊登於2011年12月12日的Taipei Times，其引述許多維基解密中讚譽蔡英文的電文。

### 關於海峽兩岸服貿協議之態度
- 2014年3月18日，太陽花學運因要求退回兩岸黑箱服貿協議正式爆發，學生佔領立法院，警民衝突升級並於五日後攻進行政院。

1. 這次爭議關鍵在於將服貿協議其適用兩岸人民關係條例第5條第2項規定。
2. 规定内容：「（協議）其內容未涉及法律之修正或無須另以法律定之者，協議辦理機關應於協議簽署後30日內報請行政院核定，並送立法院備查」。既然國民黨表示法律明文規定只是「備查」，自然得以適用立法院職權行使法第61條規定：「各委員會審查行政命令，應於院會交付審查後3個月內完成之；逾期未完成者，視為已經審查」。但是太陽花學運學生認為，立法院職權行使法沒有規定如何「備查」國際條約，國際條約不是行政命令，所以立法院必須先立法才能審查，必須先訂立兩岸監督機制，從談判到審查步驟一切法制化。
3. 民進黨前主席蔡英文公開質問馬英九總統：「兩岸服貿協議性質上等同於區域自由貿易協定（FTA），試問哪一個民主國家會將如此攸關人民權益、影響重大的涉外協議，當成行政部門可以片面決定的行政命令？不必經過國會審查、批准就可以自動生效？不讓人民有置喙的權利？」[62]

- 2016年3月31日，民進黨提出「兩岸訂定協議監督條例」草案。其中提到「立法院對於協議草案之審定，應於90日內完成，對協議本文之審查，應於30日內完成，但經決議可以展延10日，協議草案與協議本文之審查若逾期未完成，視為同意」，此條文被譏為「張慶忠條款」。[63]對此馬英九政府時期的總統府發言人羅智強諷刺蔡英文領導的民進黨前後態度矛盾。[64]

### 休假說詞爭議
2015年5月8日，蔡英文參訪彰濱工業區線西區的健和興端子公司，並與彰濱工業區的廠商座談時說道，政府如果只談長期政策，一定會垮，如果只談短期，一樣會垮；最近討論的工時和放假日，一年放一百多天，「老實講，我真的也覺得台灣的假真的休太多了」，工時、休假有一點到臨界點，不能再往上去，一到選舉這些議題變成選舉話題，理性很難出來，本來立法院民進黨團有配套方案，不知怎麼變成這樣過去，如果民進黨再度執政，在修改勞工放假日這方面再討論。
針對蔡英文的「台灣的假真的休太多了」說詞，社會民主黨召集人范雲表示，台灣勞工每年平均工時長度是2140小時，工作日比日本多50天，比德國多94天，但最大在野黨主席竟還在工商界面前，隨意附和假日放太多的說法，實在離譜，范雲並認為蔡英文說要把支持者的淚水轉化成笑容，當中最重要的關鍵就是提升勞工權益，而不是被財團牽著鼻子走。

### 電視辯論爭議
前國民黨總統候選人洪秀柱要求與蔡英文辯論，蔡英文認為洪秀柱可能被更換而不願承諾參加電視辯論會，要求等候選人登記後再談電視辯論會事宜。
國民黨取消提名洪秀柱，改提名朱立倫之後，要求與蔡英文在公視辯論，蔡英文認為三立電視台2014年便已邀請，民進黨與親民黨同意由三立電視主辦辯論，國民黨2015年八月也允諾三立主辦，國民黨競選團也發出新聞稿宣告，先邀请者應該先舉行。而國民黨主張依傳統先由四報一社和公視舉辦，且因三立電視台是有線電視，不是所有家庭都能看到，應先由無線電視的公視主辦，其他電視台可接續再辦 。12月7日，三立電視台表示為了讓全民能共同檢視三位總統參選人的政策，主動邀請四報一社加公視與三立共同舉辦「總統參選人電視辯論會」，第一場的地點在三立，如果有第二場則在公視。蔡英文認為，三立已經釋出善意，各方就應該本於善意好好談，認為大選過程應該要有辯論，希望大家來共同努力。12月8日，四報一社與公視聯合表示，歡迎三立電視與其他民營電視台加入合辦總統大選辯論，但基於新聞媒體公共性價值，主張第一場總統辯論仍應在非商業的公視舉行。12月18日，經協調決定2016電視辯論會日期，副總統為2015年12月26日一場，總統為12月27日、隔年1月2日二場。

## 總統任內爭議

### 執政争议

#### 勞基法修惡抗爭
2017年，行政院宣布將調整實施未滿一年的「一例一休」政策，刪除7天國定假日，引發勞工反彈。工運團體認為，原有一例一休並沒有使得勞工權益獲得保障，反而面臨雇主變相壓榨；現在又砍掉7天假，對勞工極為不公平。12月23日，大批工運團體聚集在行政院門口，原訂的遊行在警方無預警封鎖道路後變調失序，抗議群眾試圖衝撞行政院大門未果，採游擊戰術繞行西門町、臺北車站與捷運中山站一帶並堵住路口，導致當晚台北市區交通癱瘓；事後亦爆發警方將抗議人士載到南港、內湖等地、並於深夜將其「丟包」情事，引發律師抗議警方違法執法。

#### 反年改抗議
年金改革被質疑過於魯莽，甚至被視為政府對軍公教退休人員的剝削，故引起不少抗議活動。抗議包括基層軍公教主導的軍公教反污名要尊嚴九三大遊行、退休軍公教主導的419反年金改革抗議、退伍軍人主導的八百壯士衝突案。

#### 815全臺大停電
2017年8月15日16時51分起在臺灣本島各地發生的大規模無預警停電，當日晚間10時28分於總統蔡英文在個人臉書發表貼文指出此次停電是因為「人為疏失誤觸」而導致的供電系統癱瘓，表示「該系統明顯地過於脆弱，可是台灣竟然就這樣過了這麼多年」並提出質疑。

#### 死刑重啟爭議
2018年8月31日，台湾死刑囚犯李宏基因殘忍殺害前妻及親生子女，被法務部批准執行死刑。2016年蔡英文当选总统后，民進黨政府曾暫停執行死刑2年，自此重啟死刑。此举再次引发了台湾的死刑存废爭论，同时也受到了国际社会的广泛關注。

#### 臺大校長遴選事件
台大2018年1月5日選出管中閔為臺大第12屆新任校長後 ，教育部指出此案有嚴重瑕疵，拒絕發給聘書，但教育部的作為亦遭到各界大力質疑，衍生出一連串關於校長遴選制度以及學術自主的爭議。

#### 監察院院長人選爭議
蔡英文總統提名陳菊擔任監察院院長一職，引發中國國民黨和台灣民眾黨等在野黨不滿。2020年7月17日，民主進步黨靠著在國會中單獨過半的優勢，通過了陳菊出任監察院院長一職。

#### 通過萊克多巴胺豬肉進口事件
2020年8月28日，總統蔡英文宣布參考國際食品法典委員會0.01ppm（10ppb）基準於2021年1月1日正式開放進口含萊克多巴胺的豬肉肌肉及其脂肪，以及30月齡以上的美國牛肉進口。此次同時訂定豬肝、豬腎0.04ppm的容許量，但台灣並未進口國外的豬肝、豬腎，還有其他可食用部位定為0.01ppm。然而2012年民進黨曾大力反對，蔡英文公布此決策後尚未送至立法院審查便引起強烈爭議。
2020年11月22日，台湾工运在台北组织秋斗游行以抗议进口政策。游行提出“反毒猪、反双标、反党国”的诉求，要求蔡当局撤回进口美国萊克多巴胺豬肉政策，并要求苏贞昌内阁下台。此次运动受国民党和民众党支持和参与。江启臣批评蔡英文道：“距离瘦肉精美猪大举侵台只剩下39天，但蔡政府根本还没准备好，不跟人民沟通，也不跟人民说明。国民党拼命挡，要求要有配套，但是行政院连食安会报都不开”“看到政府这样你们会甘心吗？凭什么叫人民吃莱克多巴胺？台湾的猪都不用吃，台湾的人却要吃，大陆人都不吃，台湾人却要吃，只凭蔡英文鸭霸，只凭他们有817万票，但是人民可以让你当总统，也可以让你下台。”

#### 中天不予換照事件
2020年11月18日，國家通訊傳播委員會（NCC）以多次違規、內控機制失靈、持有人蔡衍明嚴重介入新聞製作等多個理由，加上在2014年換照的時候已經提出過有關問題，但中天新聞沒有正視，最終以7:0一致否決中天新聞台的換照申請，並在12月12日停播。中天新聞台也成為15年來首家停播的新聞台。此事件被指控為侵犯新聞自由。12月2日，一名男子不满蔡英文关闭中天的举措，在中天电视门口愤而自焚。
2020年12月11日，国民党举行「捍衛新聞自由 全民監督政府」國際記者會，马英九与江启臣身穿黑衣，悼念“台湾即将消失的言论自由”，并批评“NCC關中天如管餐館一樣，令人感到不可思議”“NCC自損官箴、客觀，傷害新聞自由，更嚴重損害憲法保障的民主自由，讓國家向獨裁靠攏。台灣社會質疑中天新聞換照失敗，是政府政治考量，根據總統府密件，中天新聞無法換照明顯是當權者決定好的劇本”。

#### 數位中介服務法爭議事件
2022年國家通訊傳播委員會（NCC）有意通過《數位中介服務法》，資訊儲存服務業者、線上平臺服務業者認為恐傷害言論自由。

#### 其他决策爭議
- 擬開放日本核災四縣食品進口，包括千葉、茨城、栃木、群馬四縣除飲用水、嬰兒奶粉、野生水產和茶類之外的食品，這也引發郝龍斌領銜提出公投第9「反核食」案。中央選舉委員會亦對同年進行6案公投衍伸出許多連暑人死亡的問題連署書告發處置[94]。

- 國民旅遊卡爭議：因蔡英文上任後，習近平政府管控來台陸客造成數量銳減，為了振興觀光業，行政院政務委員張景森提議限制國旅卡一半額度用於國內觀光旅遊[95]，後因公務員反彈後納入自由行之行程，並從2017年3月起適用[96]，然直至5月底止，執行成效不佳[97]。

- 2017年7月31日因尼莎颱風吹倒和平電廠位於東澳的輸電鐵塔，造成國內供電吃緊，行政院要求各部會及縣市政府，為期兩周時間每天下午一時到三時不能開冷氣，引起公務人員及洽公民眾反彈[98][99]；於2017年8月10日，因大林機組加入運作，解除禁止開冷氣的限制，惟溫度仍需維持28度以上[100]。

- 2018年春節期間因M503航路事件，民航局暫時不准許中國東方航空及廈門航空合共176班加班機的申請，預計影響5萬大陸台商及在陸就學台灣學生回台灣過年，最後中陸籍航空申請核准314班，核准的313班，僅少一班[101][102]。

### 駁回馬前總統出國申請案事件
2016年6月12日下午，總統府發言人黃重諺召開記者會說明總統府對於前總統馬英九申請6月15日赴香港出席「亞洲出版業協會」（SOPA）2016年卓越新聞獎頒獎典禮擔任演講嘉賓，提出府方說明。
黃重諺表示「總統府對於馬前總統的出境申請已核定不予同意」，並提出四點理由：
1. 馬英九經管或接觸國家機密甚鉅，且因甫卸任不足1個月，相關機密仍具高度保密必要。
2. 馬英九任內所經管或接觸的國家機密檔案及資料，尚待更多時間清查確認。
3. 香港對台灣國家安全的維護屬高度敏感地區，卸任總統於出境管制期間造訪香港的風險難以管控。
4. 國安局與香港政府相關合作並無前例可循，復以本案時間緊迫，難以與中國大陸及香港政府充分協商。

馬英九對此表示遺憾，並回應「到底這個決定有沒有必要、是不是公平、是不是合理，全國人民都在看。」
6月15日頒獎典禮，馬英九以錄影方式發表演說。

### 川蔡通話
2016年12月2日，總統蔡英文與美國總統當選人唐納·川普通話，為1979年兩國斷交38年後首次，在國際引起關注。2017年4月美國總統川普與中國大陸領導人習近平會面後，為應對朝鮮核問題，加強美中合作關係，延遲對台軍售，美台關係出現轉折。

### 用餐相關爭議
2016年7月25日，總統府發言人黃重諺證實，基於整體預算考量及總統與相關人員飲食安全，總統蔡英文自費聘請一位廚師到總統府，這名廚師曾在五星級飯店服務過，現在負責總統的三餐及宴請外賓，由蔡總統自費月付6萬元，但若要招待外賓，食材費由府方支應。過去總統府有廚師編制，但是在扁政府時期刪除，前總統馬英九則是與特勤部隊一起吃總統官邸的伙食「中興便當」，自費每餐50元，每個月約3750元，若遇外賓來訪宴客，則另請人到總統府外燴。
2016年8月13日，蔡英文視察苗栗縣公館鄉石圍墻紅棗園時，中午在銅鑼鄉的卡卡松法式餐廳包場用餐，由客家委員會買單，該餐費套餐只有1280元、1680元、2080元三種價位，現場一起用餐24人至少要花3萬元。總統府回應，蔡英文是與回鄉創業的苗栗子弟座談，用餐的餐廳是客家青年赴法國學料理拿到藍帶回鄉創業所開設，中午用餐費用是每人1千多元。對比當年行政院長連戰吃了500元便當被罵了20年，蔡總統在外參訪享用上千元的法國菜，引發議論。負責活動的客委會表示有助總統了解地方產業發展之活動不宜由民間人士支付費用，因而由政務官特支費支出。

### 總統府侍衛室走私香菸案
2019年7月，中華民國總統府侍衛官吳宗憲在陪同中华民国总统蔡英文出访期间，利用职务之便进行香烟走私的案件，涉事香烟數計有10009條，市值約六百餘萬。涉案單位還包含中華航空公司高層、國家安全局官員等。事发后，蔡英文在記者會上表示此為陋習已久，要彻查此事。而總統府先前將該案行為稱之「超買」，引發輿論批評，之後改口違法私菸一案並道歉。此事件使國安局长彭胜竹上將引咎辞职，由退辅会主委邱国正上將接任。總統府侍衛長張捷中將調職，由憲兵指揮部指揮官鍾樹明中將接任。

### 負面評價

#### 空心蔡称号
媒體人黃創夏因蔡英文政策抽象、空靈飄渺、模糊、游移，而稱其為“空心菜”或者“空心蔡”，這個外號在2011年8月左右出現 。
當時蔡英文已經是民進黨總統選舉候選人，但民進黨內部開始有人公開質疑蔡英文的政策。先是民進黨前立委郭正亮質疑蔡英文的兩岸政策太"抽象"，接著陳水扁辦公室前主任陳淞山斷言其“十年政綱”亦會是“空心政見”。此後“空心菜”的標籤一直跟隨蔡英文，在2015年她第二次參選總統的時候依然被質疑兩岸政策空心。

#### 乘坐裝甲車勘災事件
2018年8月25日蔡英文視察水淹南台灣災情，到嘉義縣布袋鎮勘災時，雖縣府建議不要搭乘雲豹8輪裝甲車巡視災情，但府方仍安排搭乘雲豹裝甲車視察，蔡英文面帶笑容向災民說加油，被當地鄉親怒罵「要勘災就下來走！」，甚至有人怒嗆「再開進來就把我輾過去」，蔡英文後來也應鄉親要求涉水慰問受災戶。此事引起大眾負面觀感。。國民黨發言人洪孟楷在臉書上痛批「史上最傲慢勘災」，形容蔡英文如「花車遊行上的選美小姐」。
众多蓝营人士諸如朱學恒、胡幼偉、張善政对此表达批评意见。

#### 悼念美国总统拜登的宠物狗
2021年中旬，台湾2019冠状病毒疫情大爆发，导致了严重的人员伤亡。6月，美国总统拜登的宠物狗去世，蔡英文立刻发文表示关切。海峡导报认为在蔡英文心中，数百个在疫情中死去的台湾人还比不上美国总统的一条狗。根据台湾媒体报道，早些时候蔡英文就对遇难者表示过哀悼。但是中国大陆媒体对蔡英文的做法提出质疑：相较于蔡英文在确诊和死亡人数攀升到高点后才向台湾人致歉。蔡英文在拜登失去爱犬后，第一时间就在推文留言表示“Im so sorry for your loss”。部分中国大陆媒体由此批评蔡英文把美国总统视作“美国父亲”。

#### 執政失信爭議
- 選前蔡英文曾告訴選民，若對政府有不滿，可以大聲一點，若政府聽不見，可以再大聲一點，但如果政府還是聽不見，甚至可以拍桌子。在她就任總統後面對執政以來的抗議表示：「我聽到了以後就不用再繼續那樣大聲了。」 [131]
- 我是中国人事件。2000年5月29日，立委朱鳳芝當時對著擔任陸委會主委的蔡英文說「你若是主委，才更應該講你是台灣人，也是中國人，因為未來仍要解決近、中、長程的問題」，並詢問「你若表示你是中國人有何不妥？」蔡英文回答「我沒有說我是中國人有什麼不好，只是怕因此而產生了政治風險。我是台灣人並沒有錯，我是中國人，因為我是念中國書長大的，受的是中國式教育。」當時蔡英文也強調：「但是不要忘了台灣是個多元的社會，除了受到中國的文化影響，還受到其他許多文化的影響。」 [132]
- 總統兼任黨主席事件。在2016年總統選舉中，蔡英文當選，成為中華民國首位女性總統，然而在5月20日就職總統後，也繼續擔任民主進步黨的黨主席。[133]。但是2009年，馬英九兼任中國國民黨的黨主席，當時蔡英文表示，兼任黨主席將會產生憲政體制上非常大的風險，憲政體制喪失制衡機制[134]。2011年，蔡英文接受專訪時承諾，當選總統且國會拿下過半席次，她不會兼任黨主席[135]。蔡英文對此表示，「我說過的話，我當然自己要去承擔」[136]。直到在2018年中華民國地方選舉中，民進黨未達選前提出的席次過半目標，失去大量席次，引咎辭職。然而，2020年1月11日，蔡英文因2020年總統及立委大選勝選，時任民進黨主席卓榮泰表態不續任，使蔡英文再度以總統身分兼任黨主席職務，在2020年5月20日就職。[137]

#### 学识争议
- 2016年5月24日，蔡英文接見美國商務部助理部長馬庫斯·賈朵德（Marcus Jadotte）時，在做開場白時卡詞，自嘲說中文有困難。"I have problem of speaking Chinese language."[138][139]

- 2016年10月17日，蔡英文前往泰國駐台代表處，向泰王普密蓬·阿杜德的逝世致上哀思，並在簽名簿上以英文留言，雖自備有稿件來抄錄，卻仍將泰國的英文名稱「Thailand」誤寫為「Tailand」。[140]

- 2016年11月22日，蔡英文總統參加《改變世界－年輕人的力量》論壇，被問到年輕人如何找到機會，蔡英文提醒年輕人，找工作不要太挑，有工作就是最好的事情。[141]

- 2017年1月2日，蔡英文在個人臉書轉載了國防部製作的元旦短片，並附上文字“我們的每一天，都是國軍戰戰兢兢的第一天”，被指用錯成語選了負詞，應為“兢兢業業”。根據台灣《重編國語辭典修訂本》的解釋，“戰戰兢兢”指的是“因畏懼而顫抖，形容戒懼謹慎的樣子”。對此教育部表示不便評論[142]。
- 2017年元旦總統府印製春聯，文字為“自自冉冉，歡喜新春”，總統府稱“自自冉冉”引自台灣文學家賴和的2000年出版的《賴和全集》詩句。但台灣文學館長廖振富指出「自自冉冉，歡喜新春」這8個字，上下兩句並不相對稱，不是「春聯」；且“自自冉冉”为“自自由由”之误，“自自冉冉”前所未見且語意不通。作家張大春也砰論，自古以來漢語世界裡沒有出現過「自自冉冉」這個詞。[143]。對此《賴和全集》的主編林瑞明與他學生楊翠教授表示，當時整理編輯賴和手稿因潦草編校吃力，他的身體也在病中致「冉」沒被校訂出來，楊翠反問「誰出版的書中，真的沒有一個、兩個錯字？[144][145]，而2000年出版的《賴和全集》錯字“自自冉冉”，已於2003年新版中修訂為“自自由由”，且他的論文中也是寫「自自由由幸福之身」，不是「自自冉冉」[146]。林瑞明說總統府當初選用前並沒有通知製印春聯之事，總統府事後也未找他深入求證尋找答案，批評「馬涼當馮京」[147]。而就國教院欲就“自自冉冉”考慮編入詞典[148]，教授楊翠說「冉」是2000年版《賴和全集》打字錯誤造成，並認為這跟賴和的孫子無關[146]。